# Nito. (album)
Nito es el tercer álbum de estudio de la carrera solista de Nito Mestre, publicado a mediados del 1986. Este disco cuenta con compositores como Andrés Calamaro en El Cordón de la Razón y Miguel Abuelo en Cosas de a Tres

## Lista de canciones
| N.º | Canción                            | Artista(s)                                 | Duración |
| --- | ---------------------------------- | ------------------------------------------ | -------- |
| 1   | El Cordón de la Razón              | Andrés Calamaro                            | 3:47     |
| 2   | Armas en mi Alma                   | N. Mestre                                  | 3:45     |
| 3   | Subir al Ascensor                  | A. Calamaro, G. Herrera                    | 2:41     |
| 4   | Manzanas de Oro                    | N. Mestre                                  | 2:46     |
| 5   | El Juego de los Vivos y los Tontos | N. Mestre                                  | 3:59     |
| 6   | ¿Cómo Sabés que No Estoy?          | N. Mestre                                  | 2:47     |
| 7   | Un Vuelto de Amor                  | C. López, N. Mestre                        | 4:02     |
| 8   | No Hay Nadie como Vos              | Sarten, Zavaleta, Alem                     | 3:04     |
| 9   | Cosas de a Tres                    | C. López, G. Herrera, M. Abuelo, N. Mestre | 4:12     |